# Washington (Pennsylvania)
Washington ist eine Stadt im Westen des US-amerikanischen Bundesstaates Pennsylvania und Sitz der Verwaltung des Washington County. Die Stadt hat 13.176 Einwohner (Stand Volkszählung 2020).

## Geographie
Washington liegt auf 40°10'30" nördlicher Breite und 80°15'02" westlicher Länge. Die Stadt erstreckt sich über eine Fläche von 9 km².
In Washington treffen die Interstate 70, die Interstate 79, die U.S. Highways 19 und 40 sowie eine Reihe von regionalen Straßen zusammen.
Über die Interstate 79 sind es in die Stadt Pittsburgh 49 km in nordöstlicher Richtung. Columbus im benachbarten Bundesstaat Ohio ist über die Interstate 70 nach 253 km in westlicher Richtung zu erreichen.

## Demografische Daten
Bei der Volkszählung im Jahr 2000 wurde eine Einwohnerzahl von 15.268 ermittelt. Diese verteilten sich auf 5755 Haushalte in 2550 Familien. Die Bevölkerungsdichte lag bei 2005,1/km². Es gab 6621 Gebäude, was einer Bebauungsdichte von 933,9/km² entspricht.
Die Bevölkerung bestand im Jahr 2000 aus 81,88 % Weißen, 14,60 % Afroamerikanern, 0,15 % Indianern, 0,45 % Asiaten und 0,63 % anderen. 2,29 % gaben an, von mindestens zwei dieser Gruppen abzustammen. 0,94 % der Bevölkerung bestand aus Hispanics, die verschiedenen der genannten Gruppen angehörten.
21,2 % waren unter 18 Jahren, 13,2 % zwischen 18 und 24, 28,0 % von 25 bis 44, 20,9 % von 45 bis 64 und 16,7 % 65 und älter. Das durchschnittliche Alter lag bei 36 Jahren. Auf 100 Frauen kamen statistisch 88,3 Männer, bei den über 18-Jährigen 84,6.
Das durchschnittliche Einkommen pro Haushalt betrug 25.764 $, das durchschnittliche Familieneinkommen 34.862 $. Das Einkommen der Männer lag durchschnittlich bei 29.977 $, das der Frauen bei 22.374 $. Das Pro-Kopf-Einkommen belief sich auf 14.818 $. Rund 20,7 % der Familien und 16,4 % der Gesamtbevölkerung lagen mit ihrem Einkommen unter der Armutsgrenze.

## Geschichte

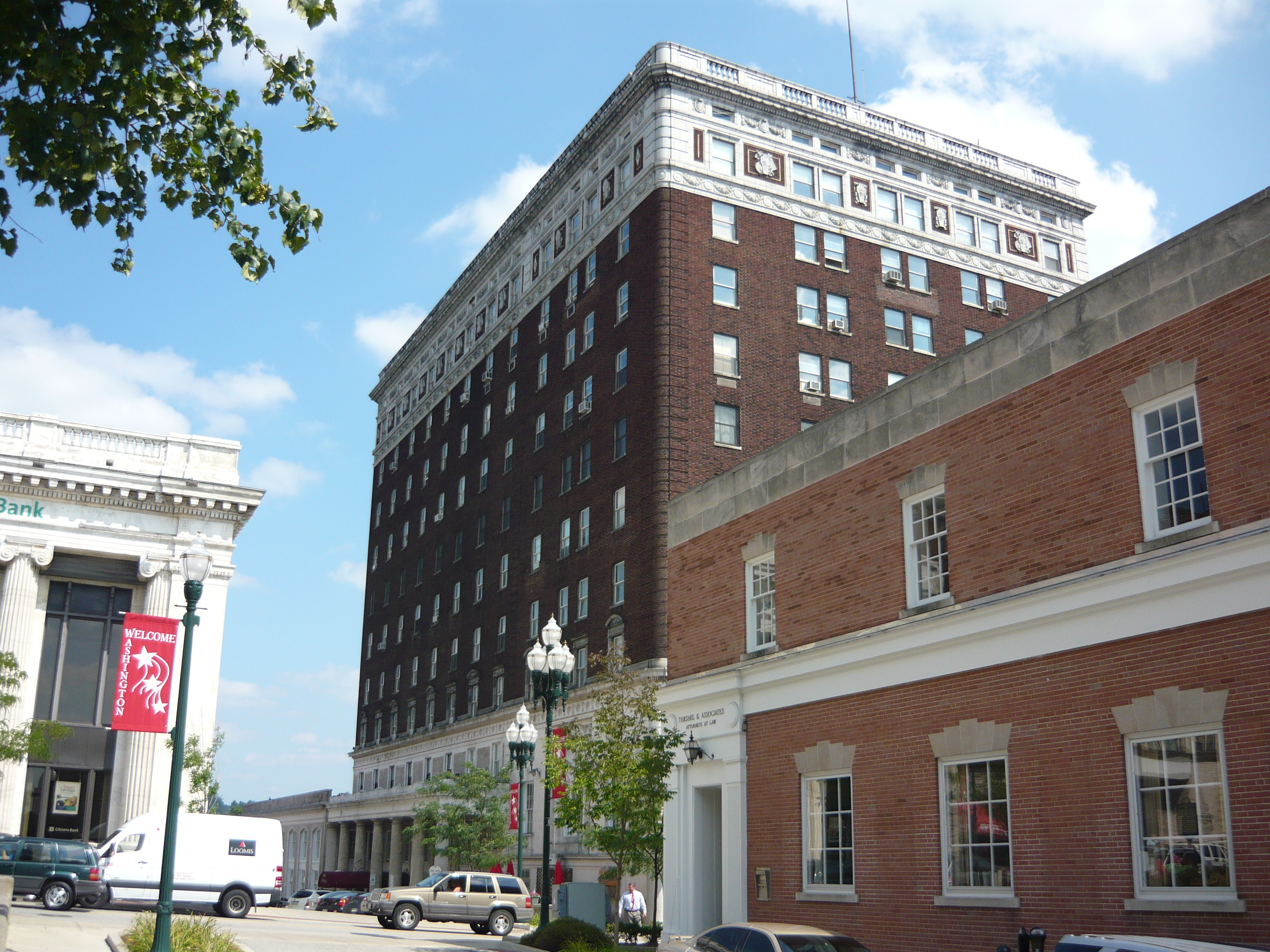
George Washington Hotel

Indianer vom Stamme der Lenni Lenape unter ihrem HäuptlingTangoogua (von den Weißen Catfish – dt. Wels – genannt) unterhielten einst auf dem Gebiet der heutigen Stadt eine Siedlung.
Nachdem in der Mitte des 18. Jahrhunderts Franzosen die ersten Weißen in der Gegend waren, kamen um 1768 viele Siedler aus Schottland und dem nördlichen Teil von Irland sowie der Kolonie Virginia, um sich dauerhaft niederzulassen.
Die Generalversammlung von Pennsylvania beschloss im März 1781, das Washington County (zu Ehren von George Washington) zu gründen und die bisher Catfish Camp genannte Siedlung zu deren Verwaltungssitz zu machen.
1791 war die Stadt das Zentrum der Whiskey-Rebellion, eine der ersten Erhebungen gegen die Regierung der neu gegründeten USA. Der Widerstand richtete sich gegen die neu erhobene Steuer auf alkoholische Getränke.
Im Jahr 1810 wurde die Stadt offiziell zur selbstverwalteten Stadt (Borough) erhoben, im Jahr 1924 zur Stadt dritter Klasse (City of third class).
1903 wurde eine Straßenbahn gebaut, die Washington mit Canonsburg verband und 1909 in das Überlandstraßenbahnsystem der Pittsburgh Railways integriert wurde. Die Strecke wurde im August 1953 wieder geschlossen. Ein kleiner Teil der Strecke und einige Fahrzeuge sind noch heute im Pennsylvania Trolley Museum im Norden der Stadt erhalten geblieben.

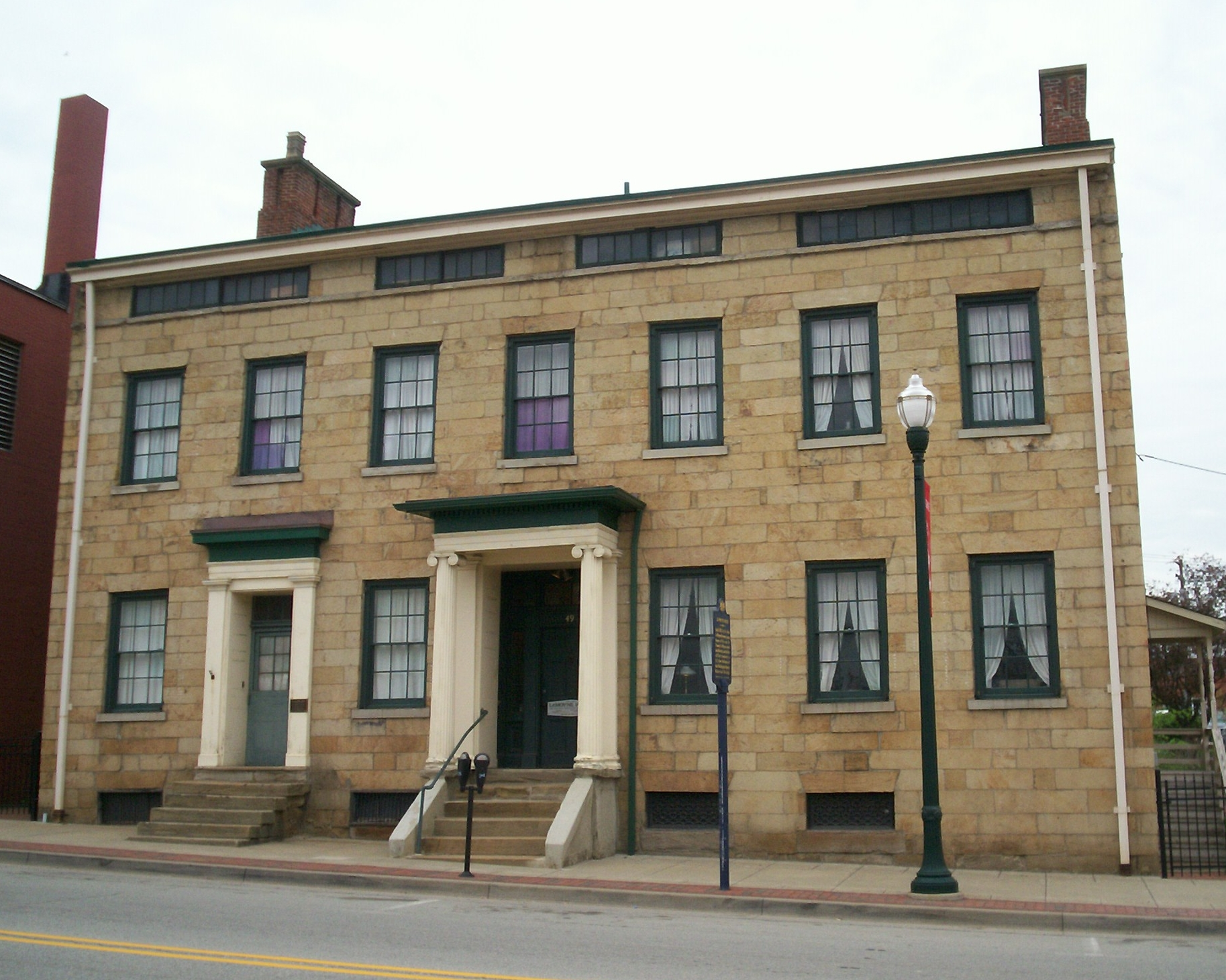
Das F. Julius LeMoyne House hat seit September 1997 den Status eines National Historic Landmarks.

Neun Bauwerke in der Stadt sind insgesamt im National Register of Historic Places (NRHP) eingetragen (Stand 30. November 2020), wobei das David Bradford House und das F. Julius LeMoyne House den Status von National Historic Landmarks haben.

## Bildung, Kultur und Sport

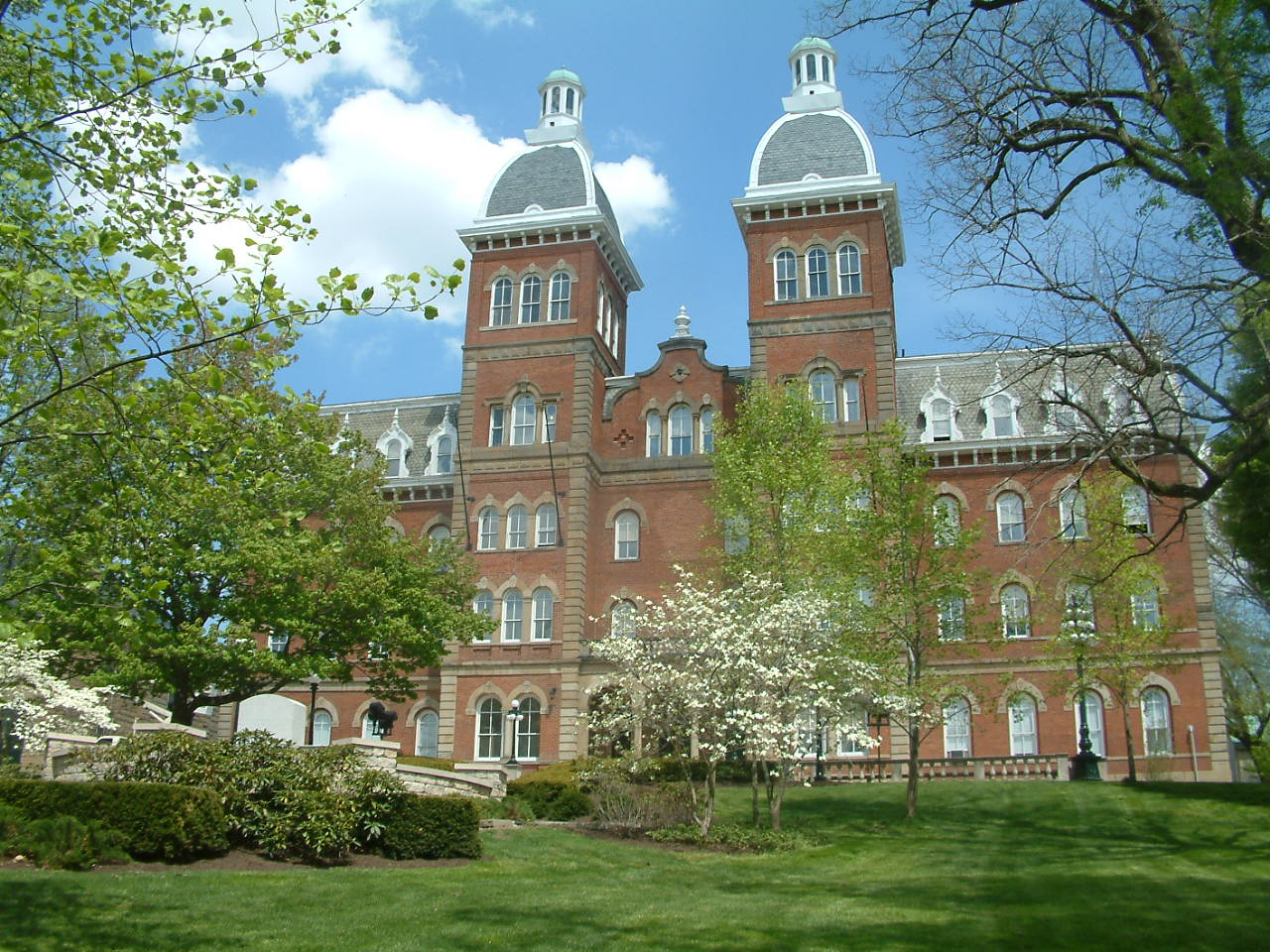
„Old Main“, das bekannteste Gebäude des Washington & Jefferson College

In der Stadtmitte befindet sich das Washington & Jefferson College, ein kleines im Jahr 1781 gegründetes privates College mit rund 1500 Studenten.
Off The Wall Productions ist eine 2007 gegründete professionelle Theatergesellschaft, die von Oktober bis Mai Schauspiele und Musicals aufführt.
Das Washington Symphony Orchestra, gegründet 2002, gibt alljährlich vier bis fünf Konzerte.
Die Washington Wild Things sind ein Minor-League-Baseball-Team, das im CONSOL Energie Park seine Spiele austrägt. Das Team spielt in der Frontier League einer der unteren Profi-Baseballligen.
Unweit des Baseballstadions befindet sich das Hauptquartier der Organisation PONY Baseball and Softball, die sich um die Nachwuchsförderung für diese Sportarten einsetzt.

## Söhne und Töchter der Stadt
- Samuel Stokely (1796–1861), Politiker
- Robert Rentoul Reed (1807–1864), Politiker
- Joseph A. Wright (1810–1867), Politiker
- William Duane Morgan (1817–1887), Verleger und Politiker
- George W. Morgan (1820–1893), Politiker
- Marcus Wilson Acheson (1828–1906), Jurist
- John V. Le Moyne (1828–1918), Politiker
- David Acheson (1830–1896), Musiker
- Rebecca Harding Davis (1831–1910), Schriftstellerin
- James Herron Hopkins (1832–1904), Politiker
- Ernest F. Acheson (1855–1917), Politiker
- Edward Goodrich Acheson (1856–1931), Chemiker, Techniker und Industrieller
- Harold Wilson (1903–1981), Ruderer[11]
- Edward Moffat Weyer (1904–1998), Anthropologe und Autor
- George G. Cameron (1905–1979), Altorientalist
- Benjamin F. Taylor (1912–1987), Generalmajor der United States Army
- Sammy Angott (1915–1980), Boxer
- Joseph Albert Walker (1921–1966), Testpilot
- Bud Yorkin (1926–2015), Regisseur und Produzent
- Eddie Jones (1934–2019), Schauspieler
- Linn F. Mollenauer (1937–2021), Physiker
- William Bardeen (* 1941), Physiker
- George Parros (* 1979), Eishockeyspieler
- Shy Ely (* 1987), Basketballspieler